# 伯仲叔季
伯仲叔季，是四兄弟从长到幼的排行。四兄弟的长子称伯、二子称仲、三子後者称叔、最幼子称季。另外，在嫡庶方面，嫡长子称伯、庶长子称孟。通常「叔」會一直沿用於第三個兒子以後，而「季」因父決定不再生育後代才於最後一兒子才稱其。